# Nordfyn
Nordfyn, aussi parfois Fionie du Nord, est une commune du Danemark située dans la région du Danemark-du-Sud. Elle comptait 29 714 habitants en 2022. Sa superficie est de 451,57 km2.
Nordfyn est le résultat du rassemblement des trois anciennes communes de Bogense, Otterup et Søndersø.